# Central Group

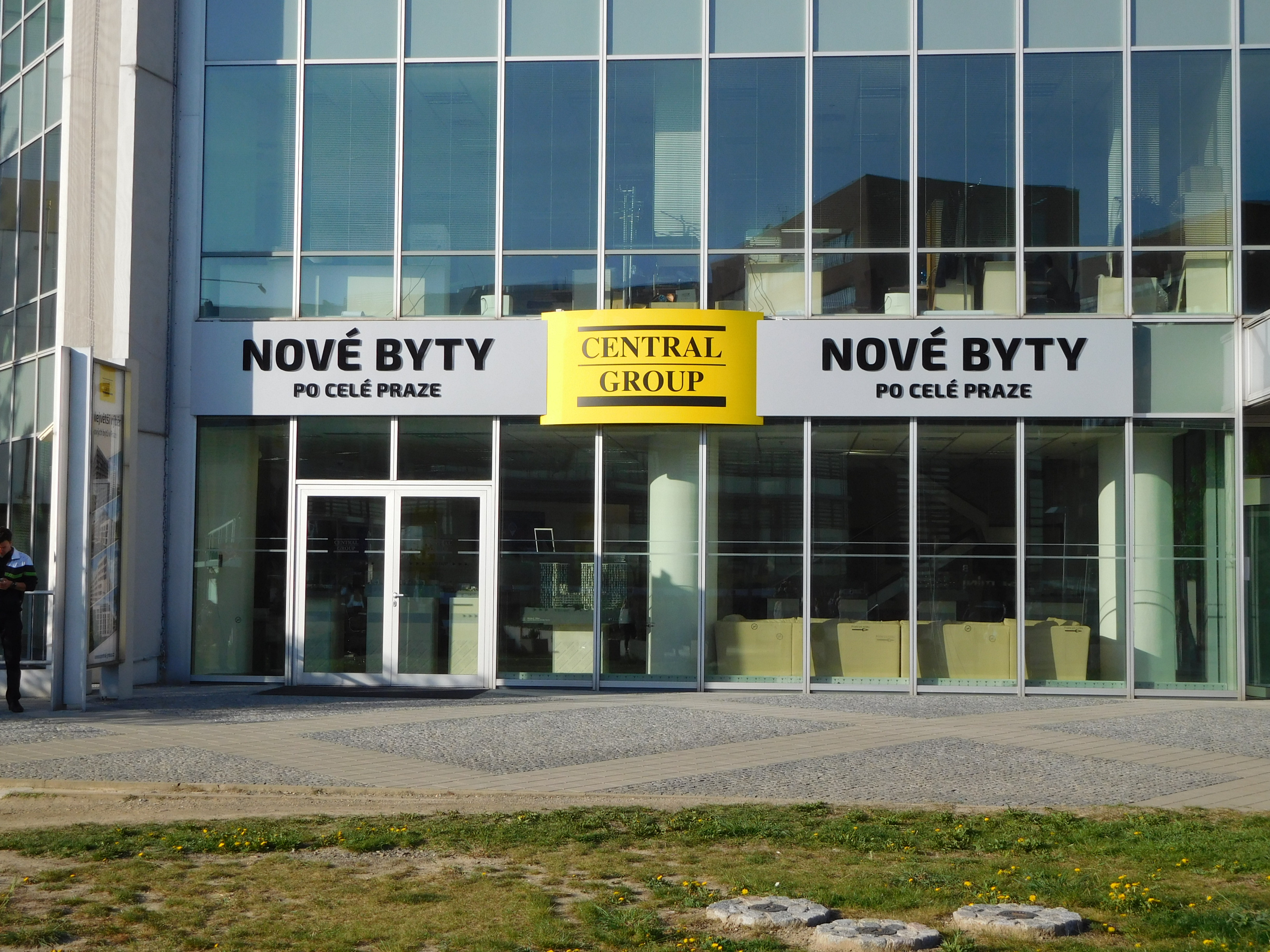
Sídlo společnosti Central Group a.s. v budově City Empiria

Central Group a.s. je jedním z největších českých rezidenčních developerů. Kořeny společnosti sahají do roku 1994 a za jejím založením stojí Dušan Kunovský. Za více než 30 let svého působení prodal více než 20.000 nových bytů, domů a parcel ve 200 úspěšných rezidenčních projektech. V Praze vlastní kolem 1,5 milionu metrů čtverečních pozemků a brownfieldů určených k výstavbě, na kterých plánuje více než 40.000 nových bytů.
V roce 1994 založil Dušan Kunovský společnost s ručením omezením s názvem Central Group. Základní kapitál této společnosti byl 100 000 Kč a Dušan Kunovský byl jediným společníkem a jednatelem. V době zakládání společnosti bylo Dušanovi Kunovskému 23 let. Společnost ukončila svou činnost v roce 1995 a byla nahrazena akciovou společností Central Group a.s.
Základní kapitál společnosti Central Group a.s. byl v roce 2008 rozdělen na 100 ks akcií na jméno ve jmenovité hodnotě 7 700 000 Kč. Akcionářem s největším počtem akcií byl Dušan Kunovský (99 %), zbylé 1 % vlastnila Jitka Kunovská.
V roce 2008 vstupuje do společnosti Central Group a.s. investor, který odkoupil 10% podíl za jednu miliardu korun. Společnost Global Properity Capital získala podíl bez možnosti ovlivňovat chod společnosti. Global Property Capital byla anonymní firmou bez známých vlastníků. Dle obchodního rejstříku sídlila v švýcarském Luganu ve stejné budově jako dalších 130 společností. Dušan Kunovský v rozhovoru pro Idnes.cz řekl, že investicí došlo k zajištění společnosti Central Group.
V roce 2012 minoritní akcionář Global Properity Capital odprodal svůj podíl zpět Dušanu Kunovskému. Cena akcií není známa a důvodem prodeje byl zánik společnosti Global Properity Capital. V tomto roce společnost Central Group a.s. oznámila svůj záměr založit novou společnost Central Group Development International se sídlem na Kypru. Oficiálním důvodem vzniku nové společnosti byl vstup developera na zahraniční trhy.
Central Group Development International byla založena v roce 2012 a stala se jediným akcionářem nově vzniklé akciové společnosti RETHWALL Property a.s., která byla 1. ledna 2013 přejmenována na Central Group a.s. se základním kapitálem 2 000 000 Kč. Central Group a.s. byla založena 14. prosince 1995, v současnosti nese název CENTRAL GROUP 23. investiční a. s. K přejmenování došlo 31. prosince 2012.
Central Group a.s. je koncernem ve smyslu § 79 a násl. zákona č. 90/2012 Sb. Od založení nové mateřské společnosti v roce 2012 jsou zakládány účelové společnosti s ručením omezeným nebo akciové společnosti, které spadají do tohoto koncernu. Každá ze společností prezentuje nový developerský projekt společnosti a po jeho dokončení společnosti zanikají.

## Projekty
K roku 2023 Central Group realizoval již na 200 rezidenčních projektů a prodal přes 18 000 nových bytů, domů a parcel.
Aktuálně:
- Rezidence Parková čtvrť
- Tesla Hloubětín
- Harfa Living
- U Hostivařské přehrady
- Rezidence Jižní terasy
- Viladům Výhledy Chodovec
- Výhledy Chodovec

Dříve:
- Rezidence Kotlaska
- Libeňský park
- Viladomy Letňany
- Park Zličín
- Pitkovické zahrady
- Viladomy Roudnická
- Park Zahradní město I,II
- Mílová
- Bohdalecké zahrady
- Rezidence U Radnice
- Nad Modřanskou roklí
- Rezidence U Muzea
- Rezidence Libeňské terasy
- Residence Garden Towers
- Rezidence Park Nikolajka
- Rezidence Břevnovské centrum
- Projekt Javorová čtvrť
- Projekt Metropole Zličín
- Projekt Nové Letňany
- Projekt Barrandovská vyhlídka
- Projekt Nové Pitkovice
- Projekt Nademlejnská
- Projekt Rezidence Prague Towers
- Projekt Rezidence Dalejský park
- Projekt Rezidence Panorama
- Projekt Nové Stodůlky
- Projekt Nové zahradní Město
- Rezidence Park Hostivař

### Rezidence Park Nikolajka

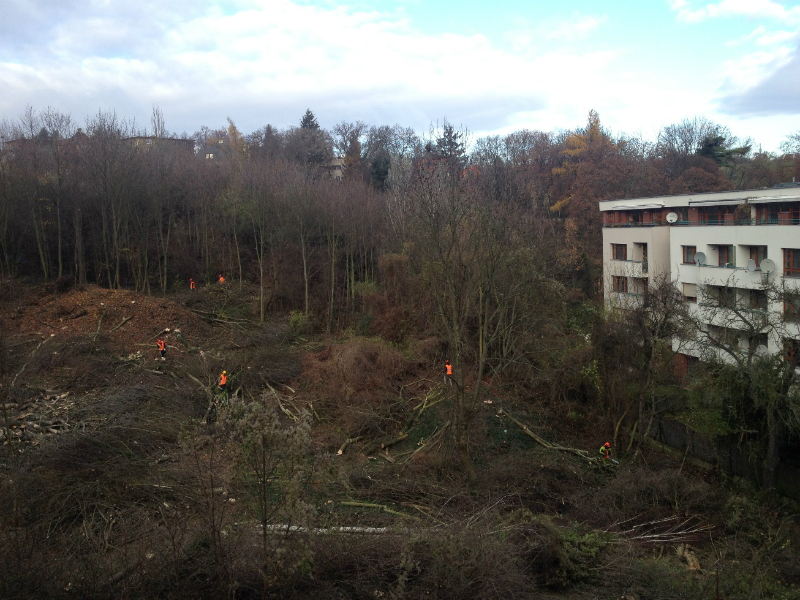
Likvidace smíchovské zeleně pro stavby Central Group v ulici U Nikolajky

V roce 2013 zahájila společnost Central Group a.s. výstavbu dvou objektů nového projektu Rezidence Park Nikolajka. Tento projekt byl nejdříve nazýván pracovním názvem Nová Nikolajka. Projekt je situován v ulici U Nikolajky a čítá dvě budovy. Budova A nabízí 66 bytů a budova B 37 bytů. Stavba byla dokončena a kolaudována v roce 2015.
V prosinci roku 2013 společnost Central Group a.s. z důvodu přípravy výstavby projektu vykácela 4000 m² stromů, čímž vzbudila nevoli Strany Zelených a spolku Za zelenou Nikolajku. Byla organizována demonstrace, které se účastnilo 70 protestujících a postupem společnosti se začala zabývat radnice Prahy 5. Bylo vzneseno závažné podezření, že developer překročil koeficient zastavitelnosti stanovený územním plánem.

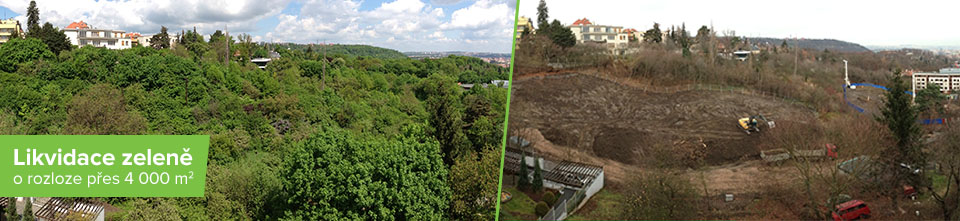
Stráň plná hnízdícího ptactva před zásahem Central Group v ulici U Nikolajky Praha 5 Smíchov

### Viladomy Na Farkáně (Rezidence Jenišovská)
V lokalitě Praha 5, Košíře realizuje společnost Central Group a.s. projekt Viladomy Na Farkáně. Dokončení objektů A, B je plánováno na červenec 2017. Objekt C je v přípravě. Celkem má projekt obsahovat 32 bytových jednotek o dispozicích 1+kk až 5+kk.
Společnost Central Group a.s. zahájila stavbu 31. března 2016 na základě platných povolení. Součástí povolení byla i výstavba protihlukového oplocení. Proti tomuto záměru se postavili obyvatelé lokality a na postup společnosti Central Group a.s. upozornil i senátor Václav Láska.
Na počátku roku 2016 bylo organizováno několik protestů místní obyvatel. V dubnu 2016 bylo podáno na stavebním úřadě MČ Praha 5 Odvolání proti územnímu souhlasu s umístěním protihlukové stěny a žádost na Magistrát hlavního města Prahy k přijetí opatření proti nečinnosti, které se měl dopustit stavební úřad MČ Praha 5. V květnu 2016 bylo MČ Praha 5 vydáno rozhodnutí o zrušení územního souhlasu. V návaznosti na toto rozhodnutí ÚMČ Praha 5 zrušil vydaný územní souhlas s umístěním protihlukové stěny.
Společnost Central Group a.s. veškerá práva a povinnosti spojené s touto stavbou postoupila na společnost BEXEE Limited se sídlem na Maltě. Tato situace výrazně zkomplikovala komunikaci s orgány státní správy, protože maltská společnost odmítá zásilky v češtině s tím, že údajně českému jazyku společnost nerozumí. A to i přesto, že jejím ředitelem je Ing. Ladislav Franta pracující v Central Group.
V listopadu 2016 bylo zahájeno řízení o odstranění stavby se společností Central Group a.s. Projekt se dle stavebního úřadu MČ Praha 5 odchýlil od původní podoby a současná hrubá stavba neodpovídá schválenému projektu. Řešením je odstranění stavby, náprava nebo dodatečné povolení.

### Nad Volyňkou
Viladomy Nad Volyňkou jsou projektem společnosti CENTRAL GROUP Nad Volyňkou a.s., která je členem koncernu Central Group. Projekt navrhl Ing. Jan Kocourek a jeho tým. V projektu se nachází 116 bytových jednotek o dispozicích 1+kk až 4+kk. Dokončení výstavby je plánováno na duben 2017.
V září roku 2016 bylo vydáno rozhodnutí odboru stavebního řádu Magistrátu hlavního města Prahy, které ruší územní rozhodnutí a povolení výjimky o obecně technických požadavcích. Celá věc je vrácena k novému projednání. Proti tomuto rozhodnutí se není možné odvolat.
Zdůvodnění mimo jiné obsahuje informaci, kdy Městský soud v Praze vyhodnotil, že Magistrát ani stavební úřad podrobně nerozebraly rozměry stavby, neuvedly hodnotící kritéria, podle kterých posuzovaly, zda stavba představuje rozsáhlou stavební činnost, nezabývaly se výškovým a objemovým charakterem navrhované stavby ve vztahu k stávající zástavbě sousedících rodinných domů. Povinností stavebního úřadu bylo posoudit, zda umístění stavby uvedeného rozsahu splňuje požadavek, že se jedná o zachování, dotvoření a rehabilitaci stávající urbanistické struktury, přičemž stavební úřad této povinnosti nedostál. Uvedenému požadavku nedostál pak ani Magistrát, když pouze konstatoval blízkost frekventované komunikace v návaznosti stavby na průmyslovou oblast a na zástavbu rodinných domů.

## Sponzorské aktivity

### Nadační fond pro zdraví dětí
Nadační fond pro zdraví dětí byl založen v březnu roku 2007 ve prospěch Ústavu pro péči o matku a dítě v Praze 4 – Podolí. Mezi lety 2007 až 2011 byla za zakladatele a hlavního sponzora označována společnost Central Group a.s. Od roku 2012 do současnosti je v tiskových zprávách Nadačního fondu pro zdraví dětí jako zakladatel a hlavní sponzor označována společnost Central Group 23. investiční a.s., dříve Central Group a.s.
Posláním nadačního fondu je podpora vědy a výzkumu v oblasti gynekologie a porodnictví. Primárně jsou však prostředky využívány na úhradu nákladů spojených s cestami lékařů na lékařské kongresy, konference a stáže v zahraničí.
Společnost Central Group plní závazek, kdy garantuje dorovnání hospodaření fondu, pokud jeho příjmy nedosáhnou v kalendářním roce výše 1 000 000 Kč. V roce 2015 příspěvek činil 46 434,50 Kč. Ve správní radě Nadačního fondu pro zdraví dětí v roce 2023 působí předsedkyně JUDr. Pavlína Fojtíková, Ph.D., člen MUDr. Petra Šaňáková a člen Ing. Ladislav Váňa.

### Miss ČR a Česká Miss
V říjnu roku 2008 společnost Central Group a.s. zakoupila pořadatelskou agenturu APK/2, která byla provozovatelem soutěže Miss ČR. Agentura APK/2 zakoupila soutěž na jaře téhož roku od jejího dlouholetého pořadatele Miroslava Zapletala. Jedním z důvodů prodeje bylo nevysvětlené zmizení majitele agentura APK/2 Jana Moťovského v jižní Francii. V roce 2008 se soutěž Miss ČR potýkala s odchody sponzorů a bojem s konkurenční soutěží Česká Miss, kterou v roce 2005 založila Michaela Maláčová (Miss ČR 1991 a manželka podnikatele Zdeňka Bakaly). Soutěž Miss ČR zakoupila společnost Central Group a.s. za 38 milionů korun.
Jako důvod zakoupení soutěže Miss ČR byl prezentován charitativní záměr, kdy se ze soutěže měl stát čistě charitativní projekt podporovaný společností Central Group a.s. Do vedení soutěže se jako odborný poradce navrátil Miloš Zapletal, který soutěž koncem 80. let 20. století zakládal. Ředitelem soutěže byl jmenován režisér Jiří Adamec a prezidentkou Miss České republiky se stala Taťána Kuchařová.
V roce 2010 došlo k nečekané změně majitele soutěže Miss ČR. Dušan Kunovský Miss ČR prodal společnosti M Marketing Michaely Maláčové. Bez předchozího upozornění bylo odvoláno vedení soutěže Miss ČR a soutěže byly v následujících letech sloučeny pod jednotnou značku Česká Miss.

## Kontroverze

### Krácení daní v letech 2004 až 2010
Dle obžaloby v letech 2004 až 2010 krátili obžalovaní pomocí falešných faktur daň z přidané hodnoty a daň z příjmu společnosti Central Group a.s. Trestnou činnost organizoval bývalý výkonný ředitel společnosti Central Group a.s. Aleš Novotný spolu s Luďkem Jůzou, Jaroslavem Kuklou a Antonínem Beránkem. Rozsudek uvádí, že byla zkrácena daň o 163 milionů korun a dalších 20 milionů ve stádiu pokusu.
Mezi roky 2004 a 2010 muži dle obžaloby vkládali do účetnictví Central Group a.s. falešné faktury, které dodával výkonný ředitel společnosti Novotný. Ostatní obvinění daňové doklady vystavovali nebo zprostředkovávali vystavení. Jednalo se o faktury za propagační nebo marketingové služby, které nikdy nikdo nevykonal. Díky těmto fakturám byl snižován základ pro výpočet daně z příjmu a vznikla škoda.
Policie ČR případ rozplétala od roku 2010. Více než tři roky trvalo pražskému městskému soudu vynesení prvoinstančního rozsudku v červenci 2013. Obžalovaní se odvolali k Vrchnímu soudu v Praze, který vynesl pravomocný rozsudek v roce 2016.
Odvolací soud potvrdil rozsudek nad Alešem Novotným, ale původně navrhovaných 8,5 roku vězení zkrátil na 7 let. Jednatel společnosti H.Q. Print a Duosprint Luděk Jůza byl odsouzen na 6 let, Jaroslav Kukla na 5 let a podnikatel Antonín Beránek na 4 roky.
V roce 2014 se postup vyšetřovatelů a státního zástupce pokusila společnost Central Group a.s. znevěrohodnit. Bylo podána stížnost s odůvodněním, že důkazy proti Aleši Novotnému byly zřejmě vyrobeny účelově a za úplatu. Generální inspekce bezpečnostních sborů žádné pochybení neodhalila.
Aleš Novotný se hájil před soudem tak, že se nejednalo o podvod, ale konkurenční boj společnosti Central Group a.s. se skupinou Natland.

### Spory se Stranou zelených

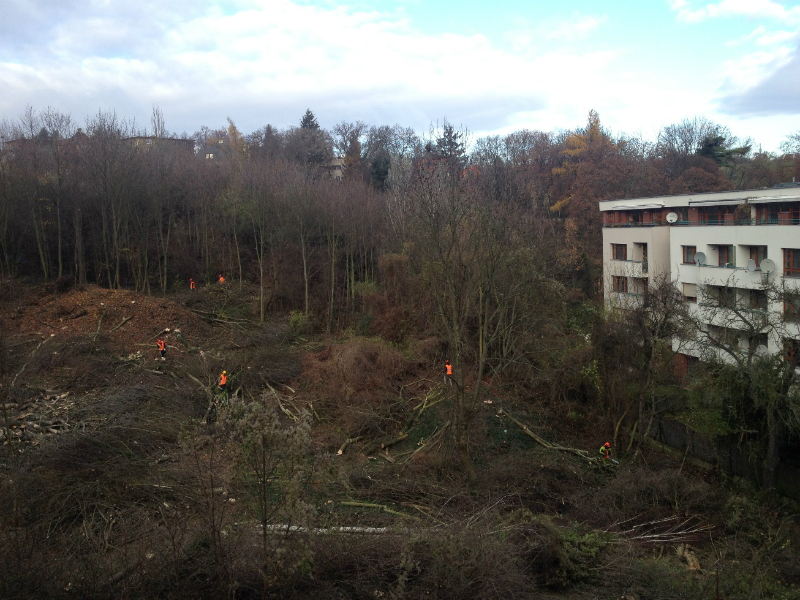
Likvidace smíchovské zeleně pro stavby Central Group v ulici U Nikolajky

V roce 2016 klub zastupitelů Žižkov (nejen) sobě vyzval starostku Prahy 3 Vladislavu Hujovou, aby nepodepisovala smlouvu s Central Group a.s. o zástavbě severní části Nákladového nádraží Žižkov, alespoň do doby projednání smlouvy na zastupitelstvu Prahy 3. Projekt na bývalém nákladovém nádraží je historicky největším plánem společnosti a má čítat 2600 bytových jednotek.

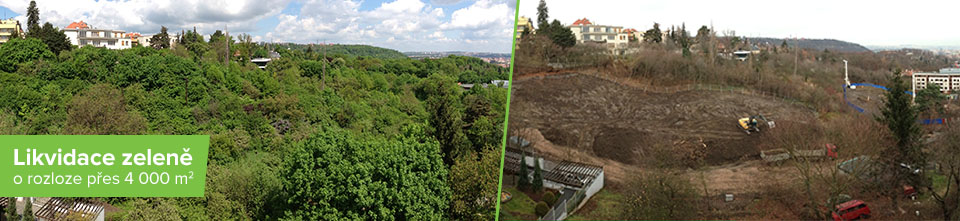
Stráň plná hnízdícího ptactva před zásahem Central Group v ulici U Nikolajky Praha 5 Smíchov

Smlouva mezi MČ Praha 3 a developerem je dle zastupitelů Strany zelených nevýhodná pro městskou část. Developer se v ní zavazuje, že v lokalitě postaví mateřskou školu. Tento závazek je spojen až s kolaudací poslední budovy v území. Je tedy možné, že školka nevyroste více než 10 let. K odmítnutí smlouvy vyzvala dopisem i náměstkyně primátorky hl. m. Prahy a radní pro územní rozvoj Petra Kolínská (Strana zelených).
Od roku 2013 Strana zelených upozorňuje na podmínky stavebního povolení u projektu Viladomy Farkáň. Primárně je diskutováno odstranění protihlukové stěny a vyslyšení námitek původních obyvatel lokality. V letech 2012 až 2013 vystupovala zastupitelka MČ Prahy 13 Zuzana Drhová (Strana zelených) proti záměru společnosti Central Group a.s. postavit v ekologicky hodnotné lokalitě poblíž přírodního parku Prokopského a Dalejského údolí projekt rezidence Nad Dalejským údolím.
Mezi lety 2007 až 2014 Strana zelených opakovaně upozorňovala na projekt plánovaného bytového domu pro seniory Nad Kavalírkou. Byl plánován komplex budov se 2 podzemními a 7 nadzemními podlažími. V roce 2014 bylo rozhodnuto o zrušení územního rozhodnutí Odborem stavebního a územního plánu Magistrátu hlavního města Prahy, a to bez možnosti odvolání.